# Joe Vogel
Joseph Vogel (North Platte, Nebraska, 15 de septiembre de 1973) es un exjugador de baloncesto estadounidense. Con 2.11 de estatura, su puesto natural en la cancha es el de pívot. Representó a nivel internacional al Líbano, llegando a disputar con la selección asiática el Campeonato Mundial de Baloncesto de 2002 y de 2006. 

## Trayectoria
Vogel jugó entre 1992 y 1996 con los Colorado State Rams en la Western Athletic Conference de la División I de la NCAA antes de presentarse al Draft de la NBA de 1996, donde resultó elegido por los Seattle Supersonics en la segunda ronda. Sin embargo no llegó a debutar con el equipo en la NBA. Tras jugar en la USBL con los New Hampshire Thunder Loons, decidió emprender una carrera como profesional fuera de los Estados Unidos.
Jugó en Turquía, Japón, Arabia Saudita y Líbano, antes de volver a su país y participar de un campo de entrenamiento con Los Angeles Clippers, el cual le sirvió para firmar un contrato con el equipo. De todos modos fue desvinculado del equipo unos días antes de comenzar la temporada oficial, por lo que terminó uniéndose al Rockford Lightning con el que competiría en la Continental Basketball Association y la International Basketball League.
Regresó al Líbano en 2001, tras haberse nacionalizado para jugar en el seleccionado nacional de ese país. 
Tuvo su última oportunidad de ingresar a la NBA durante el verano de 2002 cuando fue contratado temporariamente durante la pretemporada por el Utah Jazz, pero volvió a quedarse fuera de la competición antes de que comenzara oficialmente.
Retornó nuevamente al Líbano y, salvo por las experiencias en China y en Puerto Rico durante 2003, jugó hasta 2016 en la liga local.

## Selección nacional
Aunque no tenía ningún vínculo con el Libano más allá el de haber jugador para clubes locales, Vogel adquirió la ciudadanía libanesa en 2001, lo que permitió integrarse a la selección de baloncesto de Líbano. Jugó en cuatro ediciones del Campeonato FIBA Asia (2001, 2003, 2005 y 2007). También disputó dos veces el Campeonato Mundial de Baloncesto: en 2002 y en 2006.